# Мелина Меркури
Мелина Меркури (на гръцки Μελίνα Μερκούρη) е гръцка актриса и политик. 

## Биография
Тя става международно известна с филма „Никога в неделя“ (1960), режисиран от съпруга ѝ Жул Дасен. След военния преврат в Гърция през 1967 година посвещава голяма част от времето си на лобиране в Западна Европа и САЩ срещу хунтата. През 1974 г. се завръща в страната и се присъединява към ПАСОК. Тя е министър на културата в правителствата на Андреас Папандреу (1981-1989 и 1993-1994).
Умира в Ню Йорк на 6 март 1994 година от рак на белия дроб.

## Избрана филмография
| Година | Филм            | Оригинално заглавие                | Роля          | Режисьор        |
| ------ | --------------- | ---------------------------------- | ------------- | --------------- |
| 1959   | Законът         | La legge                           | дона Лукреция | Жул Дасен       |
| 1960   | Никога в неделя | Never on Sunday / Ποτέ Την Κυριακή | Иля           | Жул Дасен       |
| 1961   | Страшният съд   | Il giudizio universale             | Чужденка      | Виторио Де Сика |
| 1964   | Топкапъ         | Topkapi                            | Елизабет Лип  | Жул Дасен       |
| 1966   | 10:30 P.M. Лято | 10:30 P.M. Summer                  | Мария         | Жул Дасен       |